# 13-й армейский корпус (вермахт)
13-й армейский корпус (нем. XIII. Armeekorps), сформирован 1 августа 1939 года (штаб корпуса был создан 1 октября 1937 года).
В июле 1944 года уничтожен в западной Украине, официально расформирован 5 августа 1944 года.
Вновь создан 8 января 1945 года, на Западном фронте (в составе 7-й армии).

## Боевой путь корпуса

### Первое формирование
В сентябре-октябре 1939 года — участие в Польской кампании.
В мае-июне 1940 года — участие в захвате Бельгии и Франции.
С 22 июня 1941 года — участие в германо-советской войне, в составе группы армий «Центр». Бои в Белоруссии, затем на Московском направлении.
7 ноября 1941 года 137-я пехотная дивизия была подчинена 13-му армейскому корпусу.
До 3 декабря 1941 года 137-я пехотная дивизия осуществляла оборону северо-восточнее села Высокиничи.
Осенью 1941 года в ходе Можайско-Малоярославецкой операции соединения и части 49-й армии Западного фронта под командованием генерала Захаркина сумели значительно ослабить части наступающего 13-го армейского корпуса вермахта, нанеся ему существенное поражение и к началу декабря полностью остановили его наступление на рубеже западнее Серпухова — Суходол (20 км юго-восточнее г. Алексина). В боях с 13-м армейским корпусом вермахта также отличились и соединения 1-го гвардейского кавалерийского корпуса генерала Белова и воинские части 112-й танковой дивизии под командованием полковника Гетмана. В ходе ожесточённых боёв они сорвали наступление 13-го армейского корпуса вермахта, освободили семь населённых пунктов и удержали город Серпухов.
В период с 3 по 5 декабря 1941 года 137-я пехотная дивизия была сменена 17-й и 268-й пехотной дивизией, отведена со своих позиций в армейский резерв 4-й армии, передислоцирована на север, в район села Тарутино и размещена позади 12-го армейского корпуса.

#### Оборонительные бои под Москвой (6 декабря 1941 года — 20 января 1942 года)
6 декабря 1941 года — 20 января 1942 года
10 декабря 1941 года основные силы 137-й пехотной дивизии перешли в подчинение 13-го армейского корпуса и выступили в южном направлении из-за прорыва противника в районе города Алексин..
С июня 1942 года — на южном направлении, бои в районе Воронежа.
В 1943 — отступление на Украину, бои в районе Киева, затем в районе Житомира.
В 1944 — бои в районе Винницы, Ковеля. В июле 1944 корпус уничтожен в районе Бродов.

### Второе формирование
В 1945 — бои на Западном фронте, в районе Трира, затем отступление в Тюрингию. Остатки корпуса взяты в американский плен.

## Состав корпуса

### Первое формирование
|  | В сентябре 1939: - 10-я пехотная дивизия - 17-я пехотная дивизия В июне 1941: - 17-я пехотная дивизия - 78-я пехотная дивизия В августе 1941: - 1-я пехотная дивизия - 17-я пехотная дивизия - 131-я пехотная дивизия - 162-я пехотная дивизия - 167-я пехотная дивизия - 137-я пехотная дивизия (в подчинении с 7 ноября 1941 года) В июле 1942: Состав 13-го армейского корпуса на 11 июля 1942 года - XIII армейский корпус: - 377-я пехотная дивизия - 1/,2/,3/768-й пехотный полк - 1/,2/,3/769-й пехотный полк - 1/,2/,3/770-й пехотный полк - 377-й быстрый батальон - 1/,2/,3/,4/377-й артиллерийский полк - 377-й сапёрный батальон - 377-й батальон связи - Подразделения поддержки дивизии - 385-я пехотная дивизия - 1/,2/,3/537-й пехотный полк - 1/,2/,3/538-й пехотный полк - 1/,2/,3/539-й пехотный полк - 385-й быстрый батальон - 2/,3/,4/385-й артиллерийский полк - 385-й сапёрный батальон - 385-й батальон связи - Подразделения поддержки дивизии - 82-я пехотная дивизия: - 1/,2/,3/158-й пехотный полк - 1/,2/,3/166-й пехотный полк - 1/,2/,3/168-й пехотный полк - 182-й быстрый батальон - 1/,2/,3/,4/182-й артиллерийский полк - 182-й сапёрный батальон - 182-й батальон связи - Подразделения поддержки дивизии |  | В июле 1943: - 82-я пехотная дивизия - 327-я пехотная дивизия - 340-я пехотная дивизия В январе 1944: - 7-я танковая дивизия (боевая группа) - 68-я пехотная дивизия - 340-я пехотная дивизия В июне 1944: - 454-я пехотная дивизия - 361-я пехотная дивизия - 349-я пехотная дивизия - корпусное подразделение «Ц» - 14-я добровольческая пехотная дивизия СС «Галичина» |

### Второе формирование
В марте 1945:
- 2-я танковая дивизия
- 79-я пехотная дивизия народного ополчения
- 352-я пехотная дивизия народного ополчения

## Командующие корпусом
- С 1 августа 1939 — генерал кавалерии Максимилиан райхсфрайхерр фон Вайхс
- С 26 октября 1939 — генерал-лейтенант Хайнрих фон Фитингхоф
- С 25 октября 1940 — генерал пехоты Ханс-Густав Фельбер
- С 14 января 1942 — генерал-лейтенант Отто-Эрнст Оттенбахер (и. о.)
- С 21 апреля 1942 — генерал пехоты Эрих Штраубе
- С 20 февраля 1943 — генерал пехоты Фридрих Зиберт
- С 7 сентября 1943 — генерал пехоты Артур Хауффе (убит 22 июля 1944)
- С 25 апреля 1944 по 5 июня 1944 — генерал-лейтенант Йоханнес Блок (и. о.)

Второе формирование:
- С 8 января 1945 — генерал пехоты Ханс-Густав Фельбер
- С 12 февраля 1945 по 31 марта 1945 — генерал-лейтенант Ральф граф фон Ориола
- С 2 апреля 1945 — генерал-лейтенант Макс Борк
- С 15 апреля 1945 — генерал пехоты Вальтер Хам
- 20 апреля 1945 — генерал артиллерии Вальтер Лухт
- С 24 апреля 1945 — генерал-лейтенант Теодор Тольсдорф

## Начальники штаба корпуса
- С 1 октября 1937 — генерал-майор Вильгельм Штеммерман
- С 6 февраля 1940 по 27 октября 1941 — оберст Рудольф Хофман
- С 3 ноября 1941 — оберст-лейтенант Генрих Геде
- С 6 января 1942 — оберст Сигизмунд-Гельмут фон Даванс
- С 22 марта 1942 — оберст Гельмут Кёстлин
- С июля 1942 — оберст Герхард Кюне
- С 24 декабря 1942 — оберст Эберхард Каульбах
- С 16 февраля 1943 — оберст Альфред Зербель
- С 20 марта 1943 — оберст Карл Кёрнер
- С ноября 1943 — оберст Ханс-Вернер фон Хаммерштайн-Гесмольд

Второе формирование
- оберст-лейтенант Ихтериц